# Thai Rath
Pour les articles homonymes, voir Rath.
Thai Rath, en thaï ไทยรัฐ, est le journal en langue thaï le plus lu en Thaïlande : 700 000 à 800 000 exemplaires par jour et les jours du tirage de la loterie 1 000 000 d'exemplaires.  
C'est le quotidien généraliste grand public qui possède le réseau de correspondants locaux le plus dense. Son concurrent le plus direct, apprécié des intellectuels et orienté à gauche, est le populaire journal Matichon, (souvent comparé à The Straits Times de Singapour ; 900 000 exemplaires par jour) et Khaosod (litt. "Nouvelles fraîches" ; 950 000 exemplaires par jour) ; en aussi en langue thaïlandaise le Daily News (Thaïlande) et le Kom Chad Luak (900 000 exemplaires par jour chacun), le Post Today et le Manager Daily (environ 300 000 exemplaires par jour chacun), le Krungtep Turakij (200 000 exemplaires quotidien), le Thai Post (100 000 à 150 000 exemplaires quotidien) etc. ; ainsi que les deux journaux anglophone Bangkok Post et The Nation (Thailand) (à près de 70 000 exemplaires par jour chacun) . 

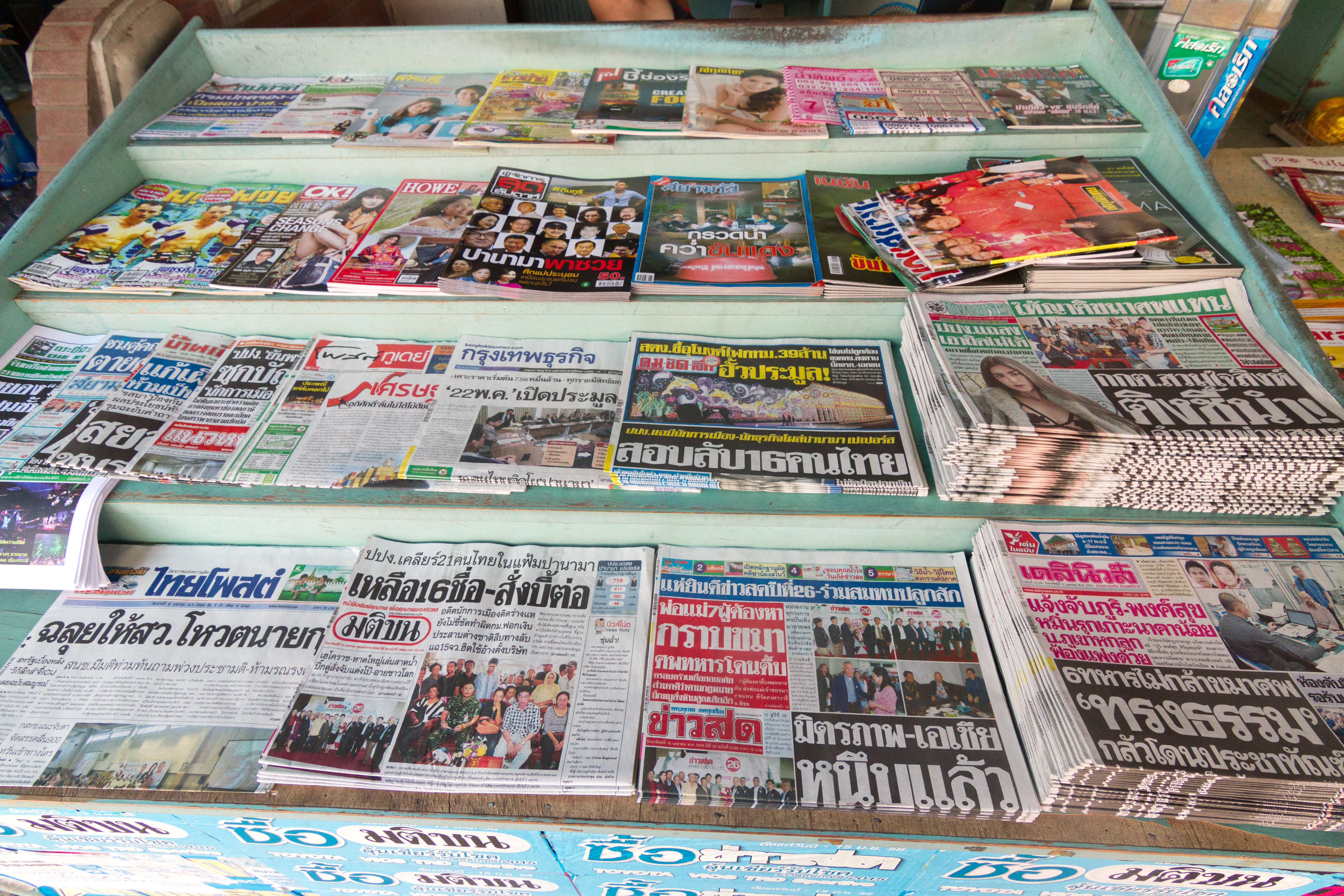
Stand de journaux. Au premier plan, de gauche à droite : Thai Post, Matichon, Khao Sot et Daily News. Au deuxième plan, Post Today et Krungthep Turakij (au centre) et Thai Rath (à droite)

Il attire la curiosité du public avec des crimes, des affaires de mœurs, mais aussi du sport, des spectacles et  de la télévision. 
Le numéro du dimanche présente en une la photo d'une femme en tenue sexy, une page sur les amulettes et une rubrique d'annonces matrimoniales.